# ژابوورسکی ناد اوهری
ژابوورسکی ناد اوهری (به لاتین: Žabovřesky nad Ohří) یک منطقهٔ مسکونی در جمهوری چک است که در شهرستان لیتومیه‌رژیتسه واقع شده‌است. ژابوورسکی ناد اوهری ۴٫۷۸ کیلومتر مربع مساحت و ۲۱۶ نفر جمعیت دارد و ۱۶۰ متر بالاتر از سطح دریا واقع شده‌است.